# セルフジャッジ
セルフジャッジはスポーツ用語の一つ。ふたつの意味がある。
- 審判が存在せず、プレーヤー同士でジャッジを行うルールのこと。紳士的であることが重視される。セルフジャッジを原則とするスポーツとしてゴルフ、カーリング、アルティメットなどがある。他の競技でも、単に審判が用意できないためにセルフジャッジで行なう場合もある（テニスに多い）。
- 審判が存在するにもかかわらず、選手が勝手に自己の判断でファウル等の反則があったと判断し、審判の笛などを待たずにプレーを止めてしまうこと。主にサッカーの試合などでよく見られるが、実際には反則とならずに試合が続行され、ピンチを招く原因となることが多い。